# Squalus crassispinus
Squalus crassispinus es un escualiforme de la familia Squalidae, que habita en la plataforma continental de la costa norte de Australia Occidental, a profundidades de entre 180 y 200 m. La longitud del espécimen masculino más largo medido era de 56 cm.
Es un tiburón poco común, pequeño y esbelto con cabeza ancha y hocico corto. Tiene un bigote en las solapas nasales anteriores. La aleta pectoral tiene un margen posterior superficialmente cóncavo. La primera aleta dorsal es relativamente alta, y ambas espinas de la aleta dorsal son muy firmes.
Su coloración es gris clara en la parte superior, más pálida en la inferior, sin manchas blancas. Las pálidas aletas dorsales tienen puntas oscuras.
Su reproducción es ovovivípara.